# 在エリトリア日本国大使館
在エリトリア日本国大使館（アラビア語: سفارة اليابان في إريتريا、英語: Embassy of Japan in Eritrea）は、日本がエリトリアの首都アスマラに設置している大使館である。在アスマラ日本国大使館（アラビア語: سفارة اليابان في أسمرة、英語: Embassy of Japan in Asmara）とも。
1993年9月1日、日本とエリトリアの間で外交関係が樹立される。その後、日本の外交使節団はナイロビに常駐していたが、2022年1月1日、まず在ケニア日本国大使館の兼勤駐在官事務所としてアスマラに大使館が開館した。2025年1月1日、在エリトリア日本国大使館が設置され、兼勤駐在官事務所から独立した日本国大使館となった。

## 住所
| 所在地 | House No.10/12, Adi Roso Street 173, Asmara, Eritrea |
| 私書箱 | P.O. Box 1131, Asmara                                |